# 56 Andromedae
56 Andromedae è una stella gigante arancione di magnitudine 5,7 situata nella costellazione di Andromeda. Dista 320 anni luce dal sistema solare.

## Osservazione

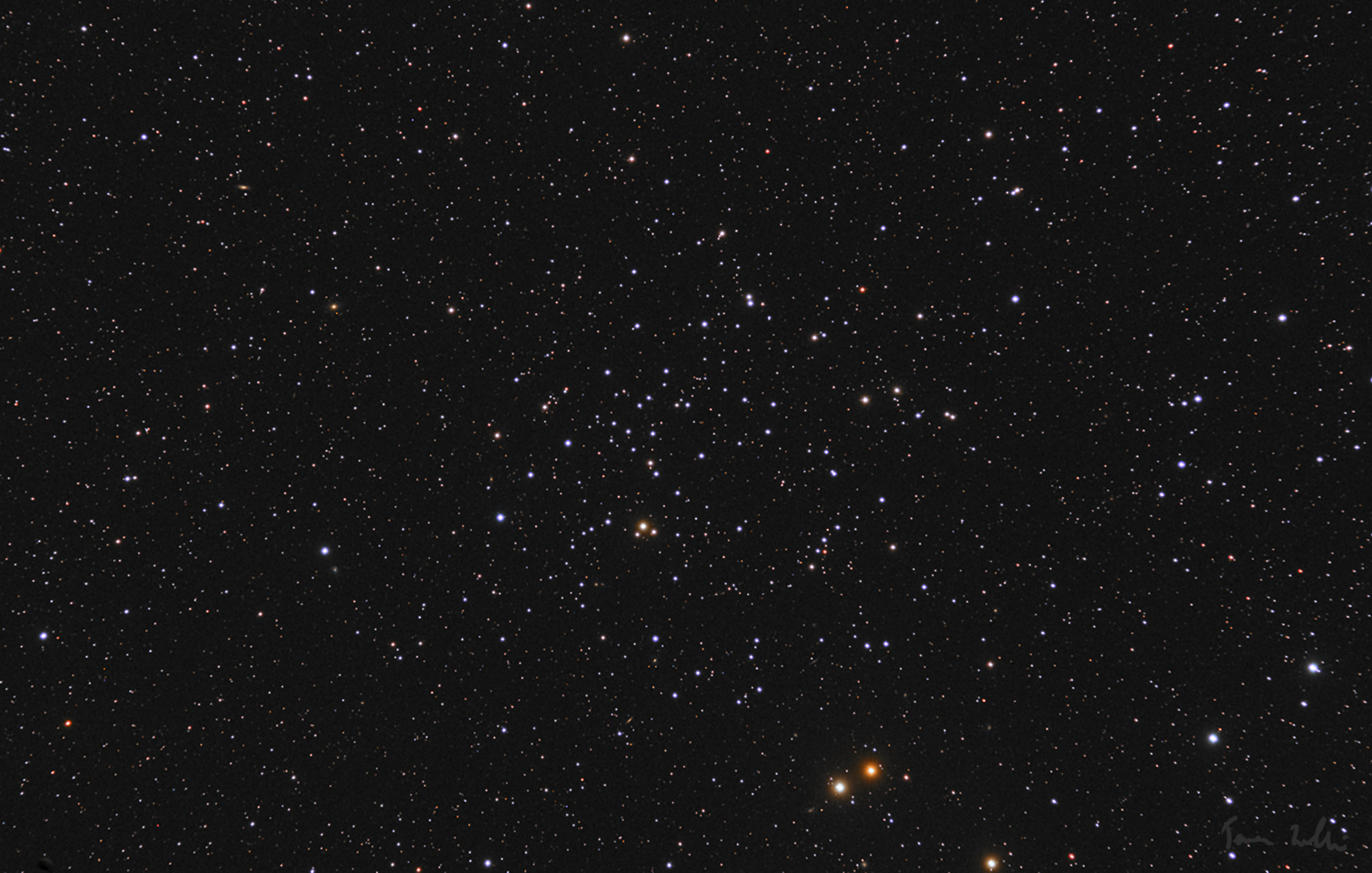
56 And e la sua compagna visuale HD 11727 sono facilmente identificabili in prossimità del bordo inferiore di questa immagine dell'ammasso aperto NGC 752.

Si tratta di una stella situata nell'emisfero celeste boreale. La sua posizione moderatamente boreale fa sì che questa stella sia osservabile specialmente dall'emisfero nord, in cui si mostra alta nel cielo nella fascia temperata; dall'emisfero australe la sua osservazione risulta invece più penalizzata, specialmente al di fuori della sua fascia tropicale. La sua magnitudine pari a 5,7 la pone al limite della visibilità ad occhio nudo, pertanto per essere osservata senza l'ausilio di strumenti occorre un cielo limpido e possibilmente senza Luna.
Il periodo migliore per la sua osservazione nel cielo serale ricade nei mesi compresi fra settembre e febbraio; nell'emisfero nord è visibile anche per un periodo maggiore, grazie alla declinazione boreale della stella, mentre nell'emisfero sud può essere osservata solo durante i mesi della tarda primavera e inizio estate australi.

## Caratteristiche fisiche
La stella è una gigante arancione; possiede una magnitudine assoluta di 0,74 e la sua velocità radiale positiva indica che la stella si sta allontanando dal sistema solare.